# Kasteel van Montsoreau
Het Kasteel van Montsoreau (Frans: Château de Montsoreau) is een kasteel bij Montsoreau in westelijk Frankrijk tussen de stad Parijs en Atlantische Oceaan. Het is een van de zogeheten kastelen van de Loire in het departement Maine-et-Loire in het Loiredal in Pays de la Loire. Het Kasteel van Montsoreau is het enige kasteel in de Loire gebouwd in de bedding van de Loire.
Vanaf 2016, bracht Philippe Méaille zijn collectie van hedendaagse kunst over om het Kasteel van Montsoreau-Museum voor Hedendaagse Kunst (Frans: Château de Montsoreau-Musée d'art contemporain) te openen. Het herbergt het werelds grootste verzameling werken van de Art & Language-beweging, de bron van conceptuele kunst.

## Etymologie

### Latijn
De naam Montsoreau verscheen voor het eerst in 1086 op een kaart in zijn Latijnse vorm: Castrum Monte Sorello of Mons Sorello. Mons of Monte verwijst naar een rotsachtig voorgebergte. De oorsprong en de interpretatie van de naam Sorello, blijven onbekend, maar zouden zeker kaal of rood betekenen. Deze rots heeft zeker zijn bekendheid, relatief oud, te danken aan het feit dat hij zich in de bedding van de Loire bevond, gedeeltelijk omringd door het water tijdens de hoogwaterperiodes. Bovendien, zelfs voordat een vesting werd gebouwd, had een administratief of cultusgebouw de site al sinds de Gallo-Romeinse tijd bezet.

### Literair
In De Gravin de Monsoreau heeft Alexandre Dumas er plezier in om een heel bijzondere oorsprong te vinden in de naam van het kasteel, waardoor het van de berg van de muis (muizenberg) afdrijft:

— Ah ! ma foi, monseigneur le duc d’Anjou attendra. Cet homme pique ma curiosité. Je le trouve singulier. Je ne sais pourquoi on a de ces idées-là, tu sais, la première fois qu’on rencontre les gens je ne sais pourquoi il me semble que j’aurai maille à partir avec lui, et puis ce nom, Monsoreau !
— Mont de la souris, reprit Antraguet, voilà l’étymologie : mon vieil abbé m’a appris cela ce matin : Mons Soricis.

(Och ! ik verzeker u : Zijne Hoogheid de Hertog van Anjou kan wachten. Die man prikkelt mijne nieuwsgierigheid. Ik vind hem zonderling... maar ik weet niet waarom ; - gij weet, men heeft soms van die invallen, wanner men voor het eerst iemand ziet ; - ik weet niet waarom, maar ik verbeeld mij, dat ik spoedig met hem iets te vereffenen zal hebben. En dan. wat naam !
Mont de la Souris, (muizenberg) hernam d'Antraguet ; mijn oude Abt heeft mij dit heden morgen uitgelegd : Mont Soricis.)
— Alexandre Dumas

## Afbeeldingen

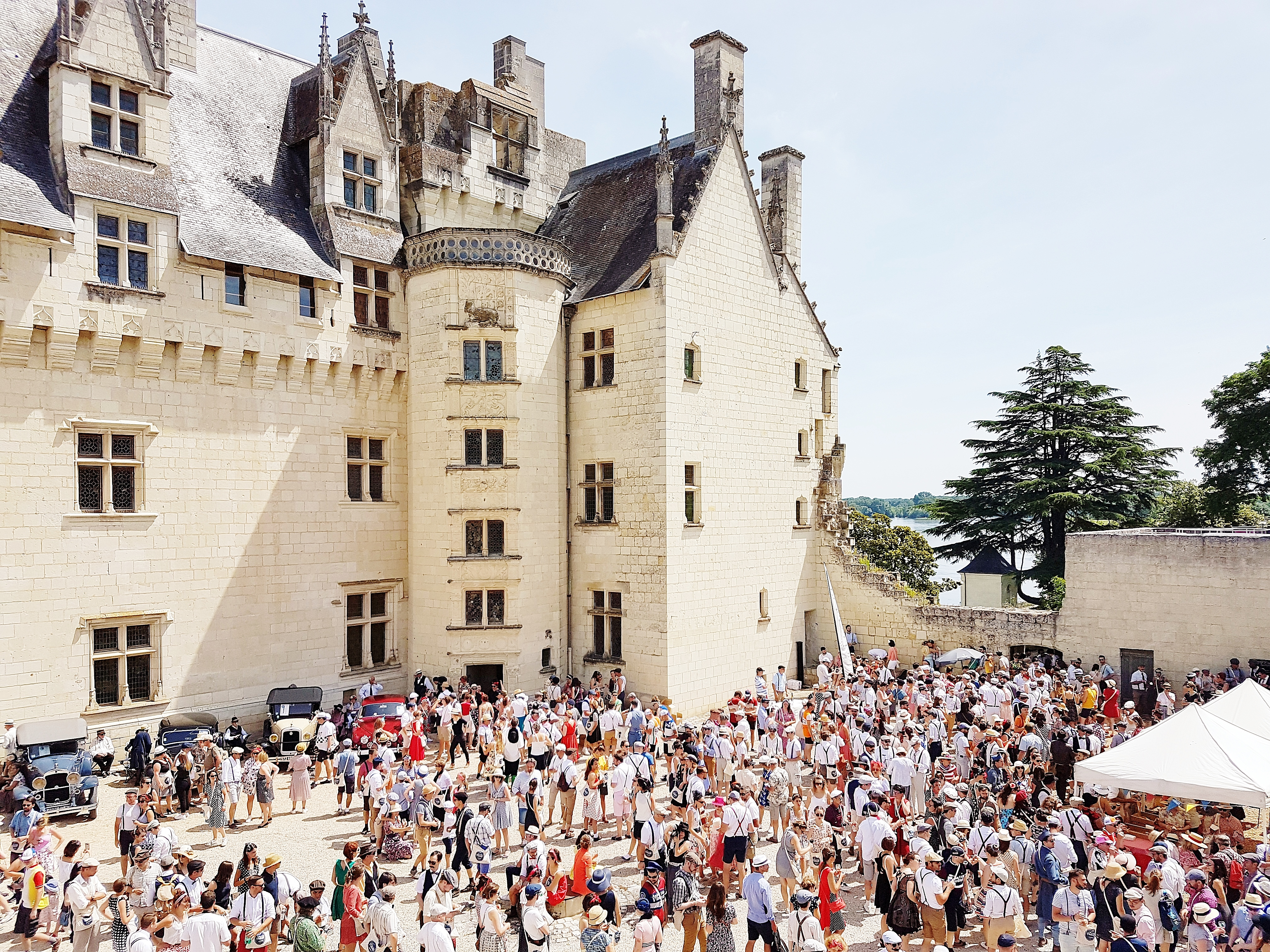
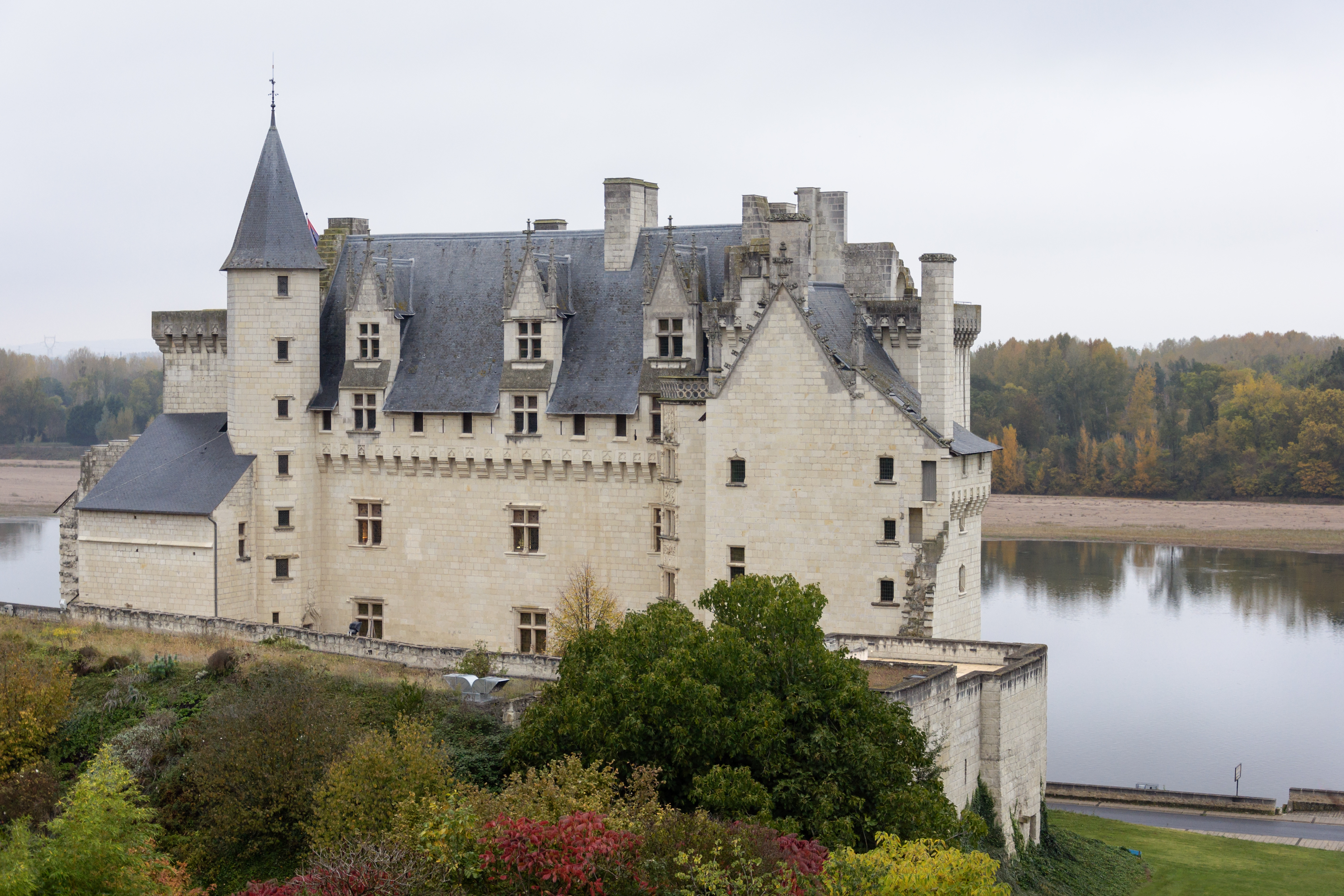
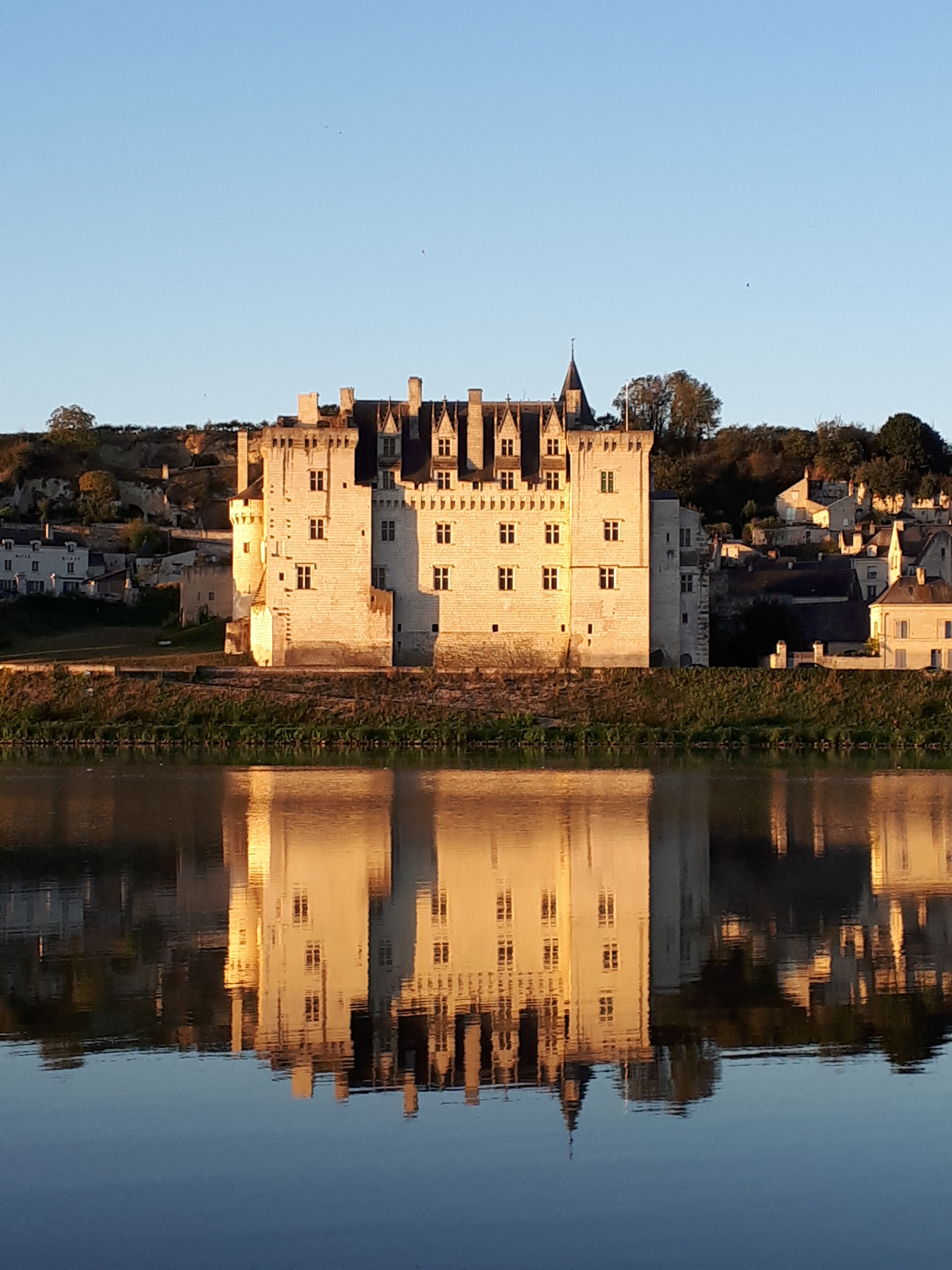
Kasteel van Montsoreau-Museum voor Hedendaagse Kunst
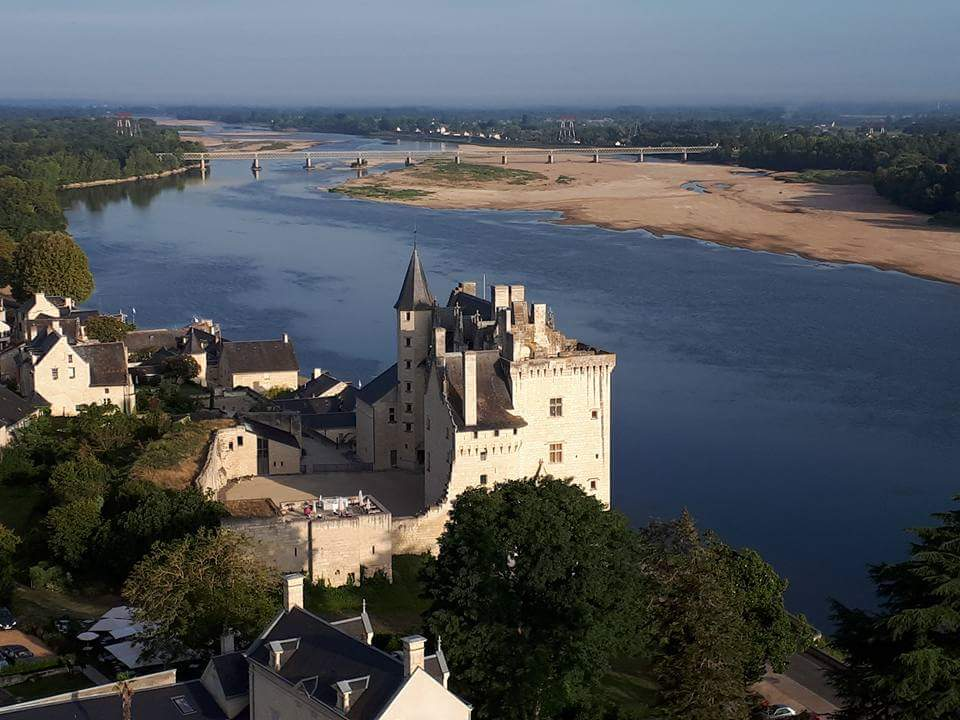
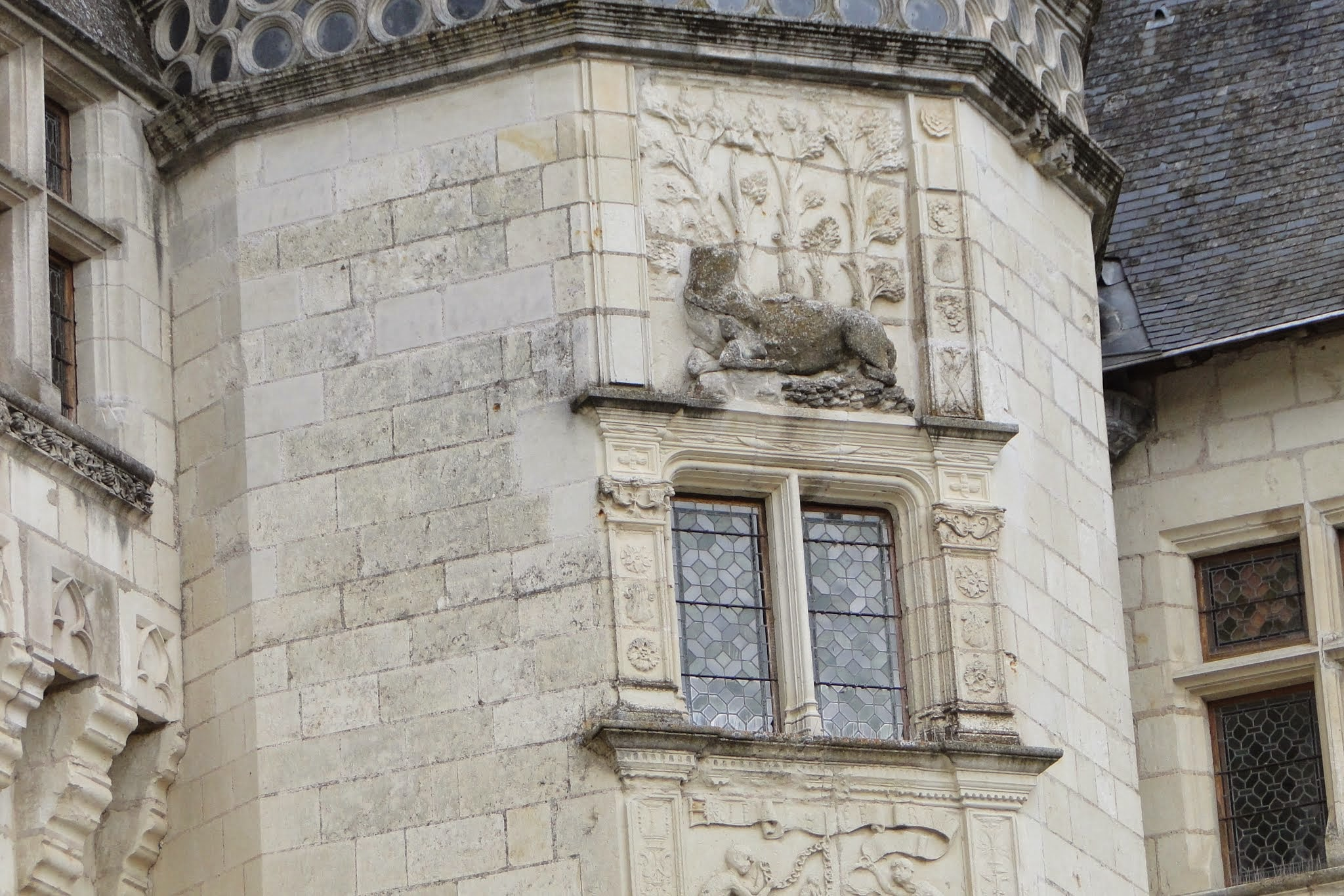
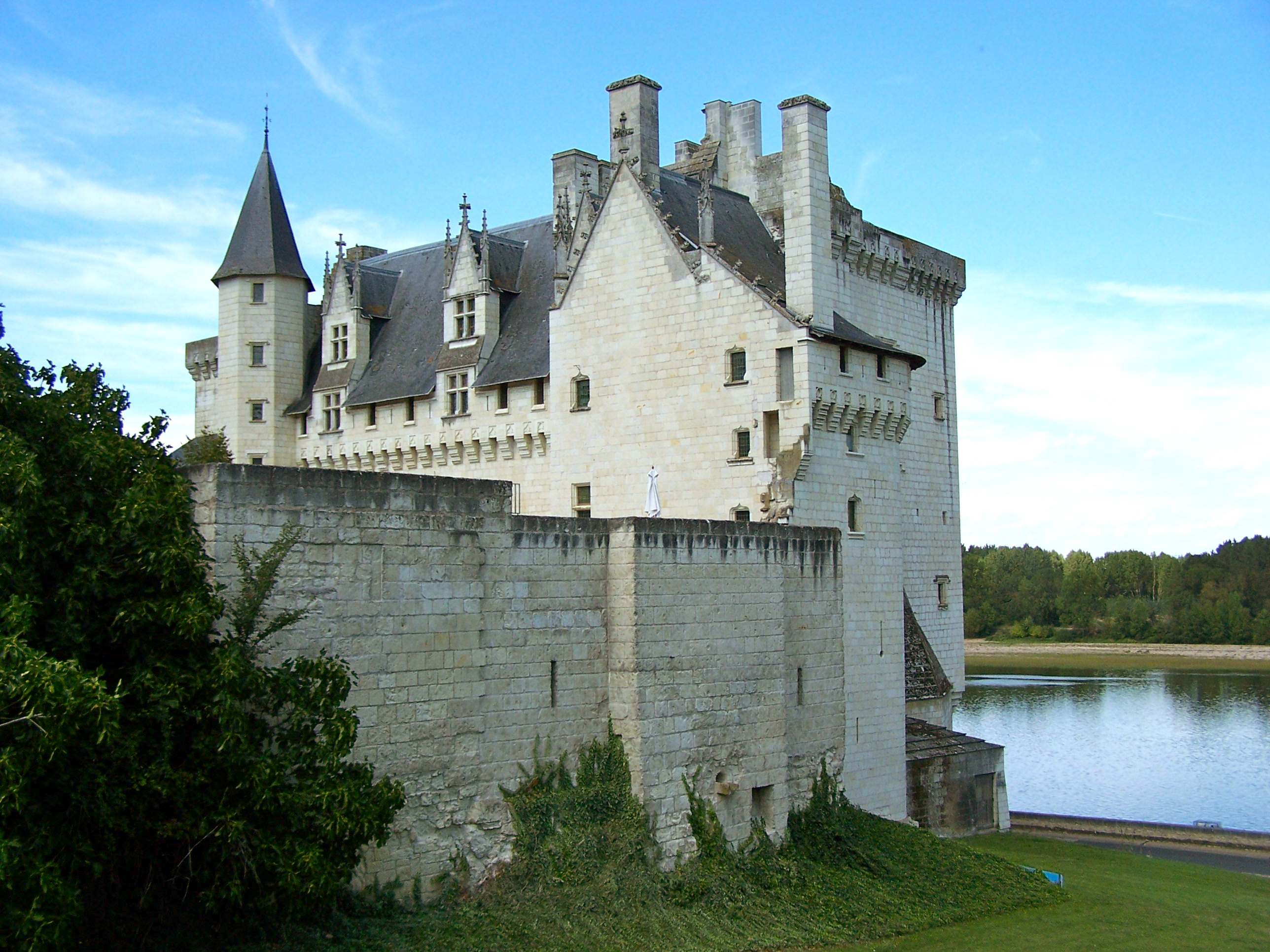
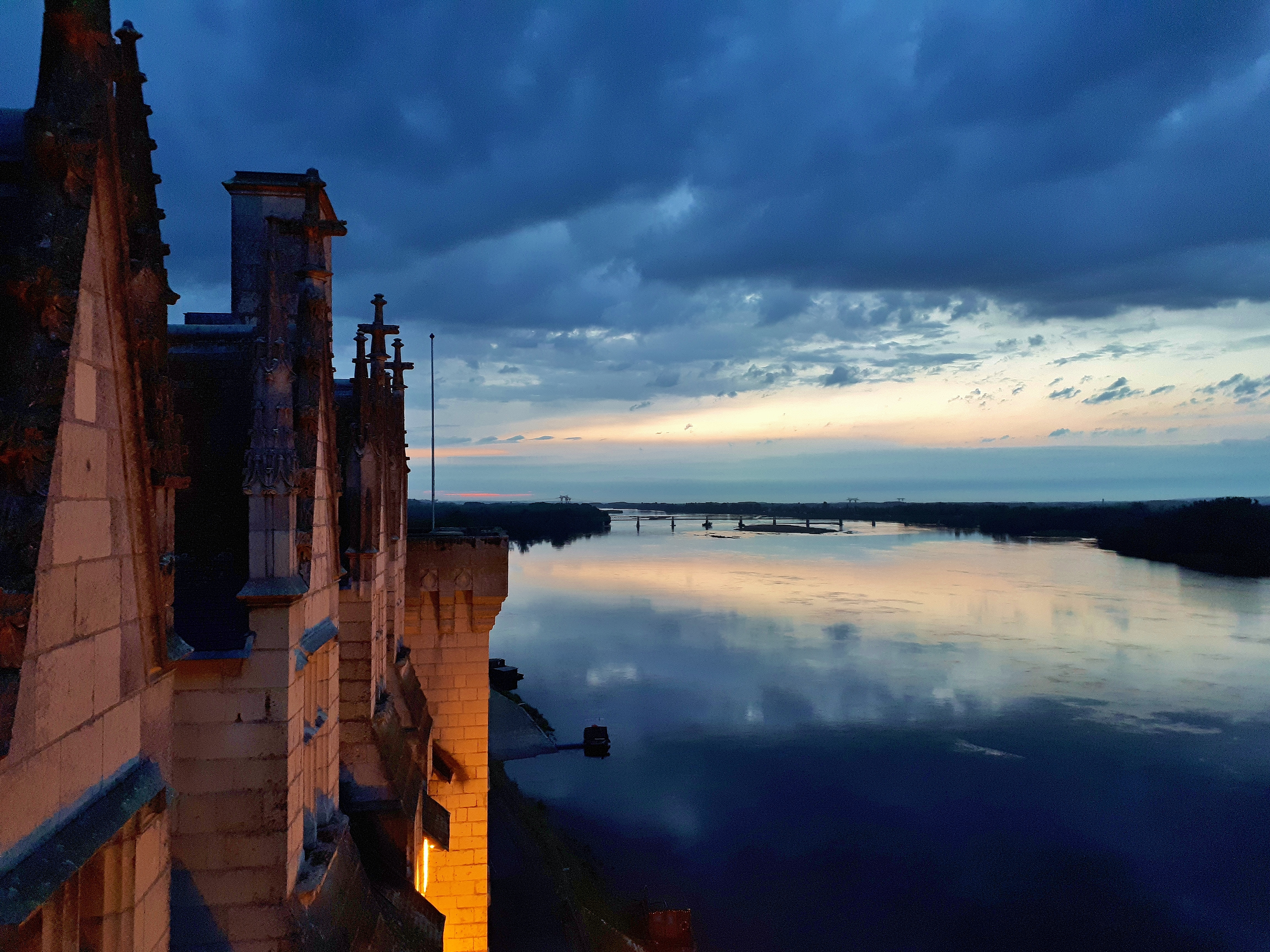
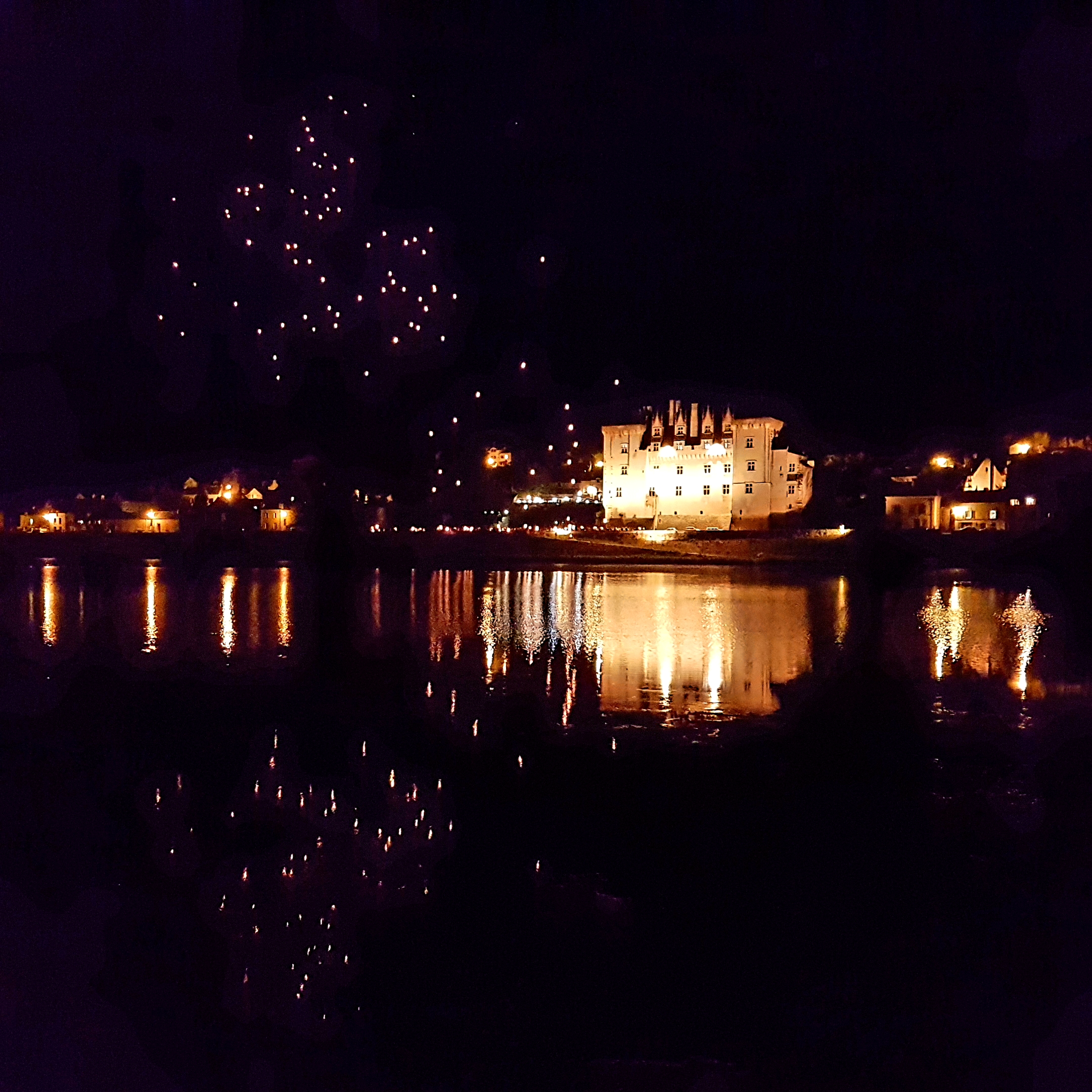